# Duwamish (tribu)
Pour les articles homonymes, voir Duwamish.
Les Duwamish, Dkhw’Duw’Absh (« Le peuple de l’intérieur »), sont une tribu amérindienne vivant dans l'ouest de l'État de Washington aux États-Unis. Ils vivent depuis la fin de la dernière glaciation dans l'actuelle agglomération de Seattle et le comté de King. Leur chef Si’ahl a donné le nom à la ville Seattle.
La culture des Duwamish fait partie de celle des groupes salish et le lushootseed et une des langues salish.

## Histoire
Les Duwamish habitent depuis des milliers d’années la même région, ce que des découvertes archéologiques ont confirmé. Des fragments ont été datés du VIe siècle avant notre ère. Traditionnellement ils vivaient de la chasse et de la pêche. En 1851, à l’arrivée des premiers colons américains, on comptait 17 villages avec au total 90 maisons longues autour de la baie Elliott, le long des rivières Duwamish, Cedar River, et Black River (un cours d’eau qui a disparu, asséché à la suite de l’ouverture du canal entre le lac Washington et le Puget Sound) et au bord des lacs Washington et Sammamish.
Le premier traité entre des représentants des États-Unis et les Duwamish et tribus alliées, le traité de Point Elliott, fut signé en 1855, mais, déjà avant la ratification par le Sénat en 1859, les premiers affrontements avaient lieu.
En 1780, la tribu avait environ 1 200 membres, mais pour 1854, le bureau des affaires indiennes avance le chiffre de 162 Duwamish, tandis qu'une liste de 1856 arrive à 378 membres et seulement 20 en 1910. Mais les appartenances au groupe n'étaient pas très rigides et actuellement une partie des Duwamish sont listés comme Suquamish ou Muckleshoots selon la réserve qu'ils habitent.

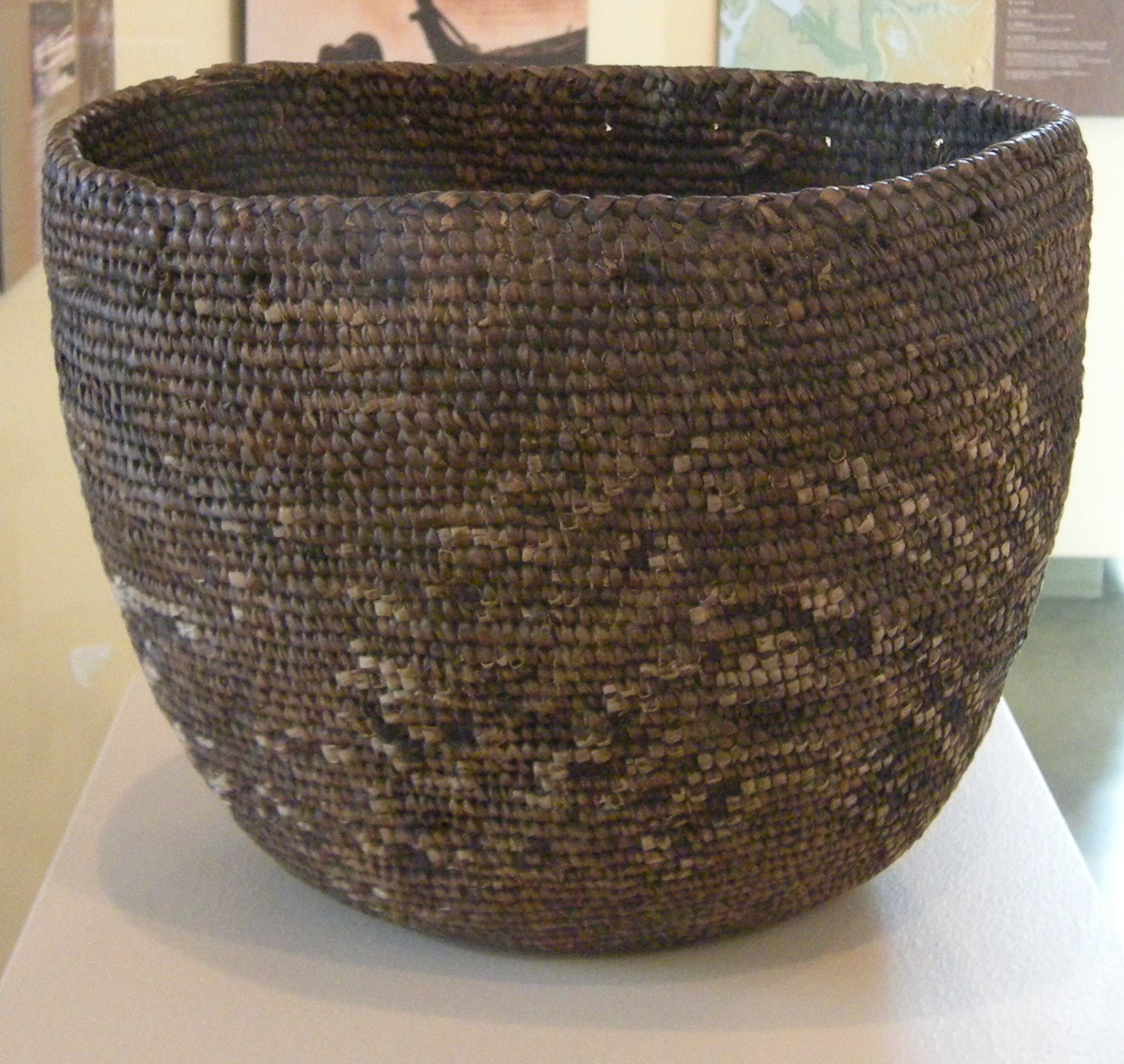
Panier.
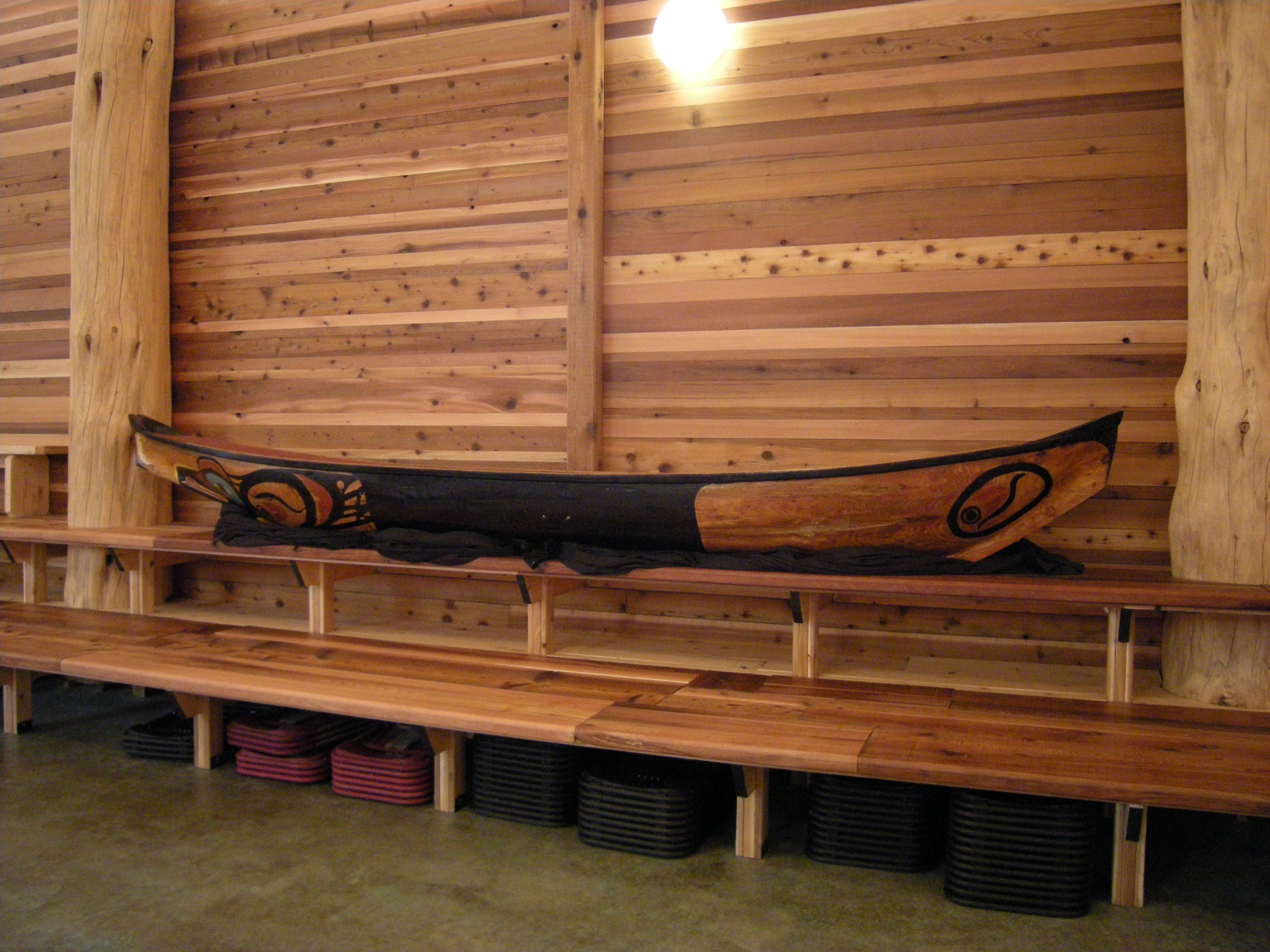
Canoë, exposé dans le Duwamish Longhouse and Cultural Center, Seattle.

### Histoire récente
En 2001, le Bureau des affaires indiennes a déclaré la tribu comme éteinte. Puis l’administration Clinton l’a reconnue comme existant à la fin du mandat, décision révoquée par l’administration Bush. En 2010, les membres montent un dossier pour défendre leur cause devant les tribunaux.